# Macrobrachium weberi
Macrobrachium weberi is een garnalensoort uit de familie van de Palaemonidae. De wetenschappelijke naam van de soort is voor het eerst geldig gepubliceerd in 1892 door De Man.